# Орден Кирти Чакра
Кирти Чакра — государственная военная награда Республика Индия, присуждаемая правительством за военные заслуги в мирное время. Вторая по старшинству военная награда за заслуги в мирное время.

## История
Награда была официально учреждена 4 января 1952 года, как вторая степень ордена Ашока Чакра.

27 января 1967 года орден Ашока Чакра II степени получил собственное название Кирти Чакра и статус второй по иерархии военной награды Индии.

## Статут
Орденом награждаются (в том числе посмертно) мужчины и женщины — военнослужащие всех родов войск армии, флота и военно-воздушных сил, резервных частей и любых других законных вооружённых формирований, а также гражданские лица (кроме полицейских и пожарных), проявившие выдающуюся храбрость в мирное время («иначе, чем перед лицом врага»).
Среди удостоенных награды иностранных граждан — лётчики-космонавты Олег Атьков, Анатолий Березовой, Георгий Гречко, Леонид Кизим и Владимир Соловьёв, участвовавшие в подготовке и осуществлении совместной советско-индийской космической программы (полёт на корабле Союз Т-11 и орбитальной станции Салют-7).

## Описание
Орден изготовляется из серебра и имеет форму круга диаметром 1 3/8 дюйма (~3,5 см) с выпуклым бортиком.

На аверсе — выпуклое изображение Чакры (колеса Ашоки с 24 спицами) в окружении венка из лотосов с выпуклым декором по ободу круга.

На реверсе — разделённые двумя цветками лотоса выпуклые надписи, составляющие название награды: в верхней части — на хинди, в нижней — на английском языке (с 1952 года, соответственно, «ASHOKA CHAKRA», с 1967 года по настоящее время — «KIRTI CHAKRA»).

К ордену при помощи расположенного в верхней части прямоугольного ушка крепится муаровая лента тёмно-зелёного цвета шириной 30 мм с двумя полосами шафранового цвета шириной по 2 мм, делящими её на три части (ширина средней части 9 мм, боковых — по 8,5 мм).
При повторном награждении к ленте ранее вручённого ордена Кирти Чакра прикрепляется дополнительная планка.